# فرناندو سانشيز (مصمم أزياء)
فرناندو سانشيز (بالإسبانية: Fernando Sánchez)‏ هو مصمم أزياء إسباني، ولد في 9 أغسطس 1935، وتوفي في 28 يونيو 2006 بسبب نوبة قلبية.